# Viking Fotballklubb 2005
Questa voce raccoglie le informazioni riguardanti il Viking Fotballklubb nelle competizioni ufficiali della stagione 2005.

## Rosa
| N. |                      | Ruolo | Calciatore            |
| -- | -------------------- | ----- | --------------------- |
| 2  | Norvegia (bandiera)  | D     | Alexander Gabrielsen  |
| 3  | Norvegia (bandiera)  | D     | Bjørn Dahl            |
| 4  | Norvegia (bandiera)  | D     | Ronny Deila           |
| 5  | Norvegia (bandiera)  | D     | Thomas Pereira        |
| 6  | Danimarca (bandiera) | C     | Allan Gaarde          |
| 6  | Norvegia (bandiera)  | C     | Bjarte Lunde Aarsheim |
| 7  | Norvegia (bandiera)  | C     | Erik Fuglestad        |
| 8  | Norvegia (bandiera)  | A     | Bjørn Berland         |
| 9  | Ungheria (bandiera)  | A     | Péter Kovács          |
| 10 | Norvegia (bandiera)  | A     | Egil Østenstad        |
| 11 | Finlandia (bandiera) | A     | Peter Kopteff         |
| 12 | Norvegia (bandiera)  | P     | Tore Snørteland       |
| 13 | Svezia (bandiera)    | D     | Fredric Lundqvist     |
| 13 | Norvegia (bandiera)  | C     | André Danielsen       |
| 14 | Canada (bandiera)    | D     | Sandro Grande         |
| 14 | Norvegia (bandiera)  | C     | Jone Samuelsen        |
| 15 | Norvegia (bandiera)  | D     | Brede Hangeland       |

| N. |                      | Ruolo | Calciatore          |
| -- | -------------------- | ----- | ------------------- |
| 16 | Norvegia (bandiera)  | D     | Jørgen Tengesdal    |
| 17 | Norvegia (bandiera)  | D     | Kristian Sørli      |
| 18 | Norvegia (bandiera)  | D     | Johan Lædre Bjørdal |
| 19 | Norvegia (bandiera)  | C     | Trygve Nygaard      |
| 20 | Norvegia (bandiera)  | D     | Frode Hansen        |
| 21 | Danimarca (bandiera) | A     | Allan Borgvardt     |
| 21 | Islanda (bandiera)   | A     | Hannes Sigurðsson   |
| 22 | Norvegia (bandiera)  | P     | Iven Austbø         |
| 23 | Kenya (bandiera)     | C     | Robert Mambo Mumba  |
| 24 | Norvegia (bandiera)  | C     | Trygve Åse Lunde    |
| 25 | Norvegia (bandiera)  | C     | Runar Andersen      |
| 26 | Norvegia (bandiera)  | D     | Kenneth Sola        |
| 27 | Sudafrica (bandiera) | A     | Toni Nhleko         |
| 29 | Norvegia (bandiera)  | D     | Øyvind Svenning     |
| 32 | Francia (bandiera)   | P     | Anthony Basso       |
| –– | Islanda (bandiera)   | C     | Birkir Bjarnason    |

## Risultati

### Campionato

#### Girone di andata
| Arbitro: | Skjerven (Kaupanger) |

|                          |           |              |
| Østenstad 60’ Kovács 87’ | Marcatori | 29’ Johansen |

| Arbitro: | Øvrebø (Oslo) |

|                     |           |                 |
| Hoås 19’ Brenne 53’ | Marcatori | 80’ Mambo Mumba |

| Arbitro: | Krokdal |

|                    |           |           |
| Østenstad 82’, 90’ | Marcatori | 13’ Koren |

| Arbitro: | Ditlefsen |

|                                                        |           |                         |
| Strømstad 27’ Johnsen 35’, 80’ Bärlin 82’ Valencia 90’ | Marcatori | 6’ Kovács 45’ Østenstad |

| Stavanger 5 maggio 2005, ore 18:00 CEST 5ª giornata | Viking          | 0 – 0 referto | Lyn Oslo | Viking Stadion (13.352 spett.)\| Arbitro: \| Berntsen (Vang) \| |
| Arbitro:                                            | Berntsen (Vang) |               |          |                                                                 |

| Arbitro: | Sandmoen |

|                             |           |                               |
| Mambo Mumba 13’ Kopteff 75’ | Marcatori | 6’ Ohr 85’ Kihlberg 87’ Ørsal |

| Arbitro: | Borgersen (Oslo) |

|  |           |                           |
|  | Marcatori | 45’ Østenstad 85’ Kopteff |

| Arbitro: | Skjerven (Kaupanger) |

|            |           |  |
| Kovács 42’ | Marcatori |  |

| Hamar 29 maggio 2005, ore 18:00 CEST 9ª giornata | HamKam    | 0 – 0 referto | Viking | Briskeby Gressbane (4.411 spett.)\| Arbitro: \| Ditlefsen \| |
| Arbitro:                                         | Ditlefsen |               |        |                                                              |

| Stavanger 13 giugno 2005, ore 19:00 CEST 10ª giornata | Viking            | 0 – 0 referto | Brann | Viking Stadion (14.616 spett.)\| Arbitro: \| Olsen (Trondheim) \| |
| Arbitro:                                              | Olsen (Trondheim) |               |       |                                                                   |

| Arbitro: | Staberg |

|             |           |                              |
| Iversen 69’ | Marcatori | 12’ Østenstad 54’ Sigurðsson |

| Arbitro: | Skjerven (Kaupanger) |

|                                 |           |                     |
| Sigurðsson 12’, 55’ Nygaard 64’ | Marcatori | 50’ Strand 53’ Årst |

| Arbitro: | Olsen (Oslo) |

|                 |           |                        |
| Guðmundsson 21’ | Marcatori | 26’ Nygaard 69’ Gaarde |

#### Girone di ritorno
| Arbitro: | Borgersen (Oslo) |

|  |           |                                      |
|  | Marcatori | 12’ Nhleko 72’ Østenstad 89’ Kopteff |

| Arbitro: | Øvrebø (Oslo) |

|                    |           |            |
| Østenstad 55’, 73’ | Marcatori | 13’ Brenne |

| Arbitro: | Krokdal |

|                      |           |  |
| Koren 51’ Strand 90’ | Marcatori |  |

| Arbitro: | Sandmoen |

|            |           |           |
| Gaarde 27’ | Marcatori | 5’ Hæstad |

| Arbitro: | Borgersen (Oslo) |

|                              |           |            |
| Tessem 14’ (rig.) Larsen 42’ | Marcatori | 29’ Nhleko |

| Arbitro: | Sandmoen |

|        |           |                          |
| Ohr 3’ | Marcatori | 49’ Nhleko 58’ Østenstad |

| Arbitro: | Skjerven (Kaupanger) |

|                                     |           |                  |
| Østenstad 36’ Gaarde 72’ Nhleko 85’ | Marcatori | 18’, 35’ Helstad |

| Arbitro: | Hauge (Bergen) |

|            |           |  |
| Occean 45’ | Marcatori |  |

| Arbitro: | Borgersen (Oslo) |

|               |           |                                             |
| Østenstad 38’ | Marcatori | 2’ Ringberg 14’ Olsen 45’ (rig.) Michaelsen |

| Arbitro: | Staberg |

|                          |           |               |
| Miller 55’ Hanstveit 84’ | Marcatori | 18’ Østenstad |

| Stavanger 16 ottobre 2005, ore 18:00 CEST 24ª giornata | Viking          | 0 – 0 referto | Vålerenga | Viking Stadion (14.973 spett.)\| Arbitro: \| Berntsen (Vang) \| |
| Arbitro:                                               | Berntsen (Vang) |               |           |                                                                 |

| Arbitro: | Alseth (Stjørdal) |

|                   |           |  |
| Hansen 33’ (aut.) | Marcatori |  |

| Arbitro: | Sælen (Bergen) |

|                                          |           |  |
| Gaarde 20’ Mambo Mumba 34’ Østenstad 90’ | Marcatori |  |

### Coppa di Norvegia
| Arbitro: | Dahlgren |

|                  |           |                       |
| Deila 11’ (aut.) | Marcatori | 49’ Berland 62’ Deila |

| Arbitro: | Lie |

|                         |           |                                                 |
| Nygård 22’ Dalehaug 81’ | Marcatori | 7’ Sigurðsson 66’ Lunde 70’ Kopteff 87’ Bjørdal |

| Arbitro: | Nordby |

|  |           |                               |
|  | Marcatori | 10’ Deila 24’, 83’ Sigurðsson |

| Arbitro: | Øvrebø |

|  |           |                       |
|  | Marcatori | 61’ Kippe 84’ Sundgot |

### Coppa UEFA
| Arbitro: | Zakharov |

|                   |           |                                  |
| Arkins 92’ (rig.) | Marcatori | 53’ (rig.) Østenstad 79’ Kopteff |

| Arbitro: | Circhetta |

|            |           |  |
| Nhleko 57’ | Marcatori |  |

| Arbitro: | Valgeirsson |

|  |           |             |
|  | Marcatori | 19’ Kopteff |

| Arbitro: | Valgeirsson |

|                |           |             |
| Nhleko 8’, 26’ | Marcatori | 36’ Adamson |

| Arbitro: | Shebek |

|                 |           |  |
| Mambo Mumba 71’ | Marcatori |  |

| Arbitro: | Bozinovski |

|                          |           |             |
| Rushfeldt 21’ Lasnik 47’ | Marcatori | 12’ Nygaard |

| Arbitro: | Lehner |

|            |           |  |
| Nhleko 71’ | Marcatori |  |

| Arbitro: | Lajuks |

|                           |           |  |
| v. d. Vaart 21’ Lauth 66’ | Marcatori |  |

| Arbitro: | Hanácsek |

|                       |           |                     |
| Nhleko 26’ Gaarde 55’ | Marcatori | 51’ Vlček 83’ Piták |

| Arbitro: | Kapitanis |

|                               |           |  |
| Janev 34’ (rig.) Dah Zadi 46’ | Marcatori |  |